# Руденко, Юрий Юрьевич
Юрий Юрьевич Руденко (род. 12 января 1989) — российский самбист, боец смешанных единоборств, бронзовый призёр чемпионата России по боевому самбо 2015 года, мастер спорта России. Выступает в тяжёлой весовой категории (свыше 100 кг). Тренируется под руководством О. Д. Яглова. В смешанных единоборствах провёл один бой 5 августа 2013 года с Алексеем Стояном в Белгороде, который Руденко проиграл нокаутом на 29 секунде первого раунда.

## Спортивные результаты

### Боевое самбо
- Чемпионат России по боевому самбо 2015 года — ;

### Смешанные боевые искусства
| # | Результат | Рекорд | Соперник               | Способ        | Турнир             | Место проведения | Дата                | Раунд | Время |
| - | --------- | ------ | ---------------------- | ------------- | ------------------ | ---------------- | ------------------- | ----- | ----- |
| 1 | Поражение | 1-0    | Алексей Стоян · Россия | Нокаут (Удар) | ANMMA — Liberation | Россия, Белгород | 5 августа 2013 года | 1     | 0:29  |